# Proyección de Peters

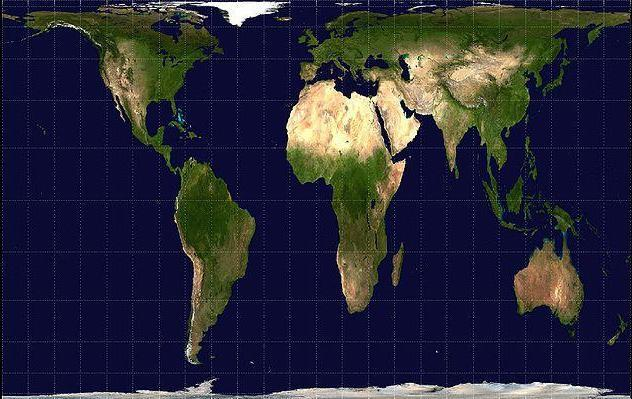
Proyección de Peters.

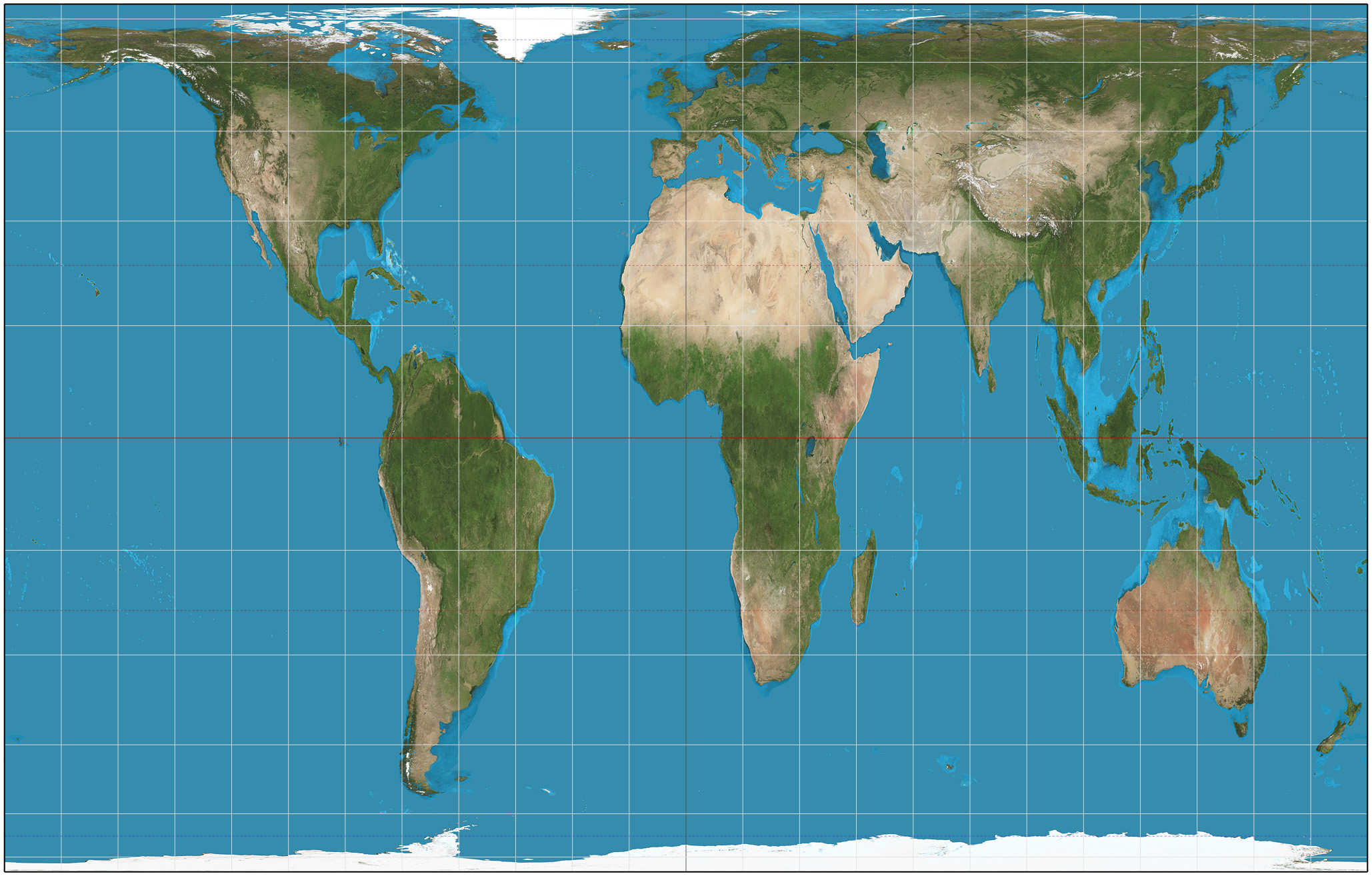
Proyección de Gall-Peters.

La proyección de Peters (llamada así por Arno Peters), también llamada proyección de Gall-Peters es una proyección cartográfica que fue descrita por primera vez en 1855 por James Gall, quien en 1856 la dio a conocer más ampliamente mediante un artículo en el Scottish Geographical Magazine. 
La proyección de Peters es equivalente, es decir que conserva la proporción entre las áreas de las distintas zonas de la Tierra. Esta es su principal diferencia con la proyección Mercator, la más utilizada y en la actualidad, que conserva los ángulos pero no las áreas.
La proyección de Peters trata de huir de la imagen eurocéntrica del mundo, ya que la proyección Mercator otorga gran espacio a las tierras más cercanas a los polos y hace por ello, parecer al norte de Europa, Rusia y Canadá, mucho más grandes de lo que son realmente. También, es capaz de representar las latitudes altas hasta los mismos polos norte y sur, algo imposible matemáticamente en la proyección Mercator. Las distorsiones menores se encuentran en las latitudes medias, donde vive la mayor parte de la población.

## Definición matemática
{\displaystyle {\begin{aligned}x&=R\lambda \\y&=2R\sin \varphi \end{aligned}}}

donde:
- λ es la longitud desde el meridiano central (en radianes),
- φ  es la latitud
- R es el radio de la esfera tomada de modelo, del globo terráqueo.

Por lo tanto la esfera se proyecta sobre un cilindro vertical, y el cilindro se estira al doble de su longitud. El factor de estiramiento en este caso es 2.
Las diversas variantes de la proyección cilíndrica equidistante difieren solamente en el ratio del eje vertical al horizontal. Esta proporción determina el paralelo estándar de la proyección, es decir, aquel en el que no hay distorsión y las distancias coinciden con la escala especificada. Los paralelos estándar de la Gall-Peters son el 45°N y el 45°S.